# Aphis glycines
Aphis glycines är en insektsart som beskrevs av Matsumura 1917. Aphis glycines ingår i släktet Aphis och familjen långrörsbladlöss. Inga underarter finns listade i Catalogue of Life.

## Bildgalleri

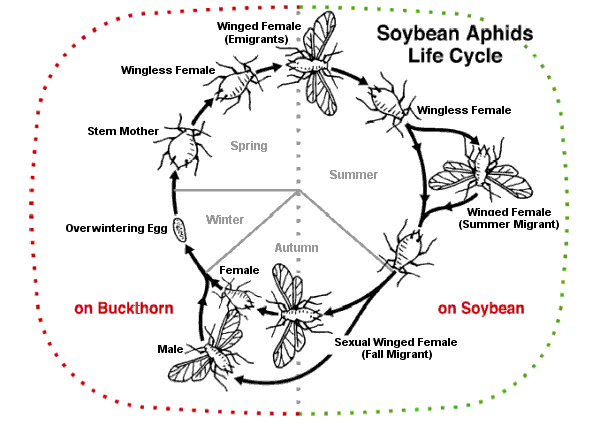
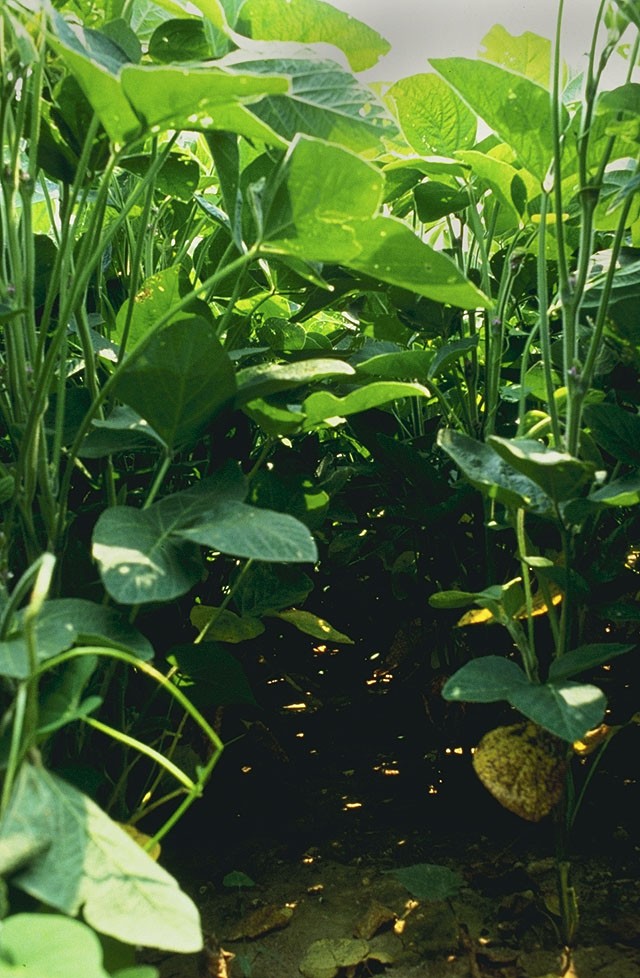
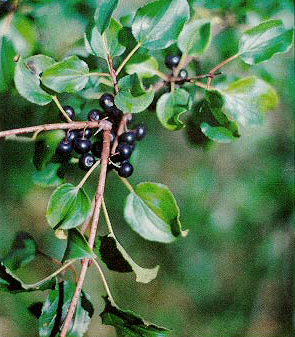
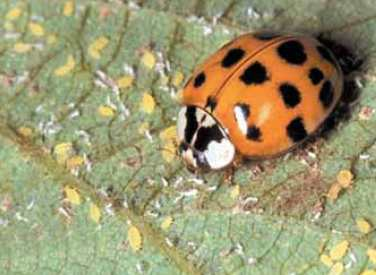
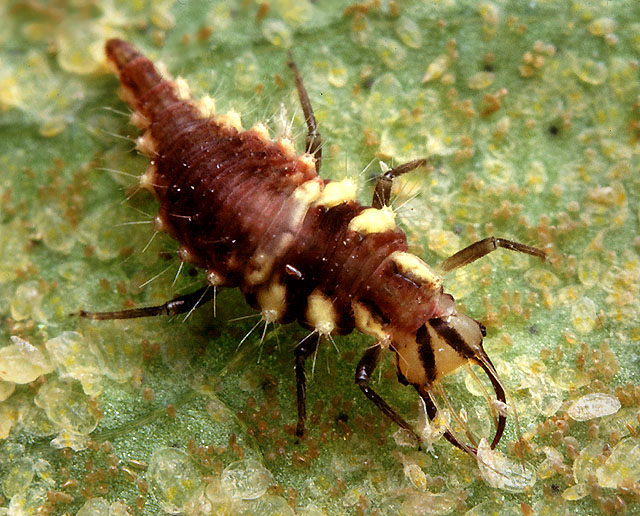